# Stenus maritimus
Stenus maritimus är en skalbaggsart som beskrevs av Victor Ivanovitsch Motschulsky. Stenus maritimus ingår i släktet Stenus och familjen kortvingar. Inga underarter finns listade i Catalogue of Life.